# Contrapublicidad
La contrapublicidad o antipublicidad es una crítica de la publicidad realizada mediante la alteración de los contenidos de sus mensajes. Esto también se conoce en inglés como «subvertising», resultado de la fusión de las palabras «subvert» (‘subvertir) y «advertising» (‘publicidad’). De este juego de palabras se entiende que la contrapublicidad consiste en subvertir, es decir, trastornar, revolver y destruir la publicidad. La contrapublicidad se apodera de las técnicas publicitarias para invertir los significados de los mensajes comerciales.

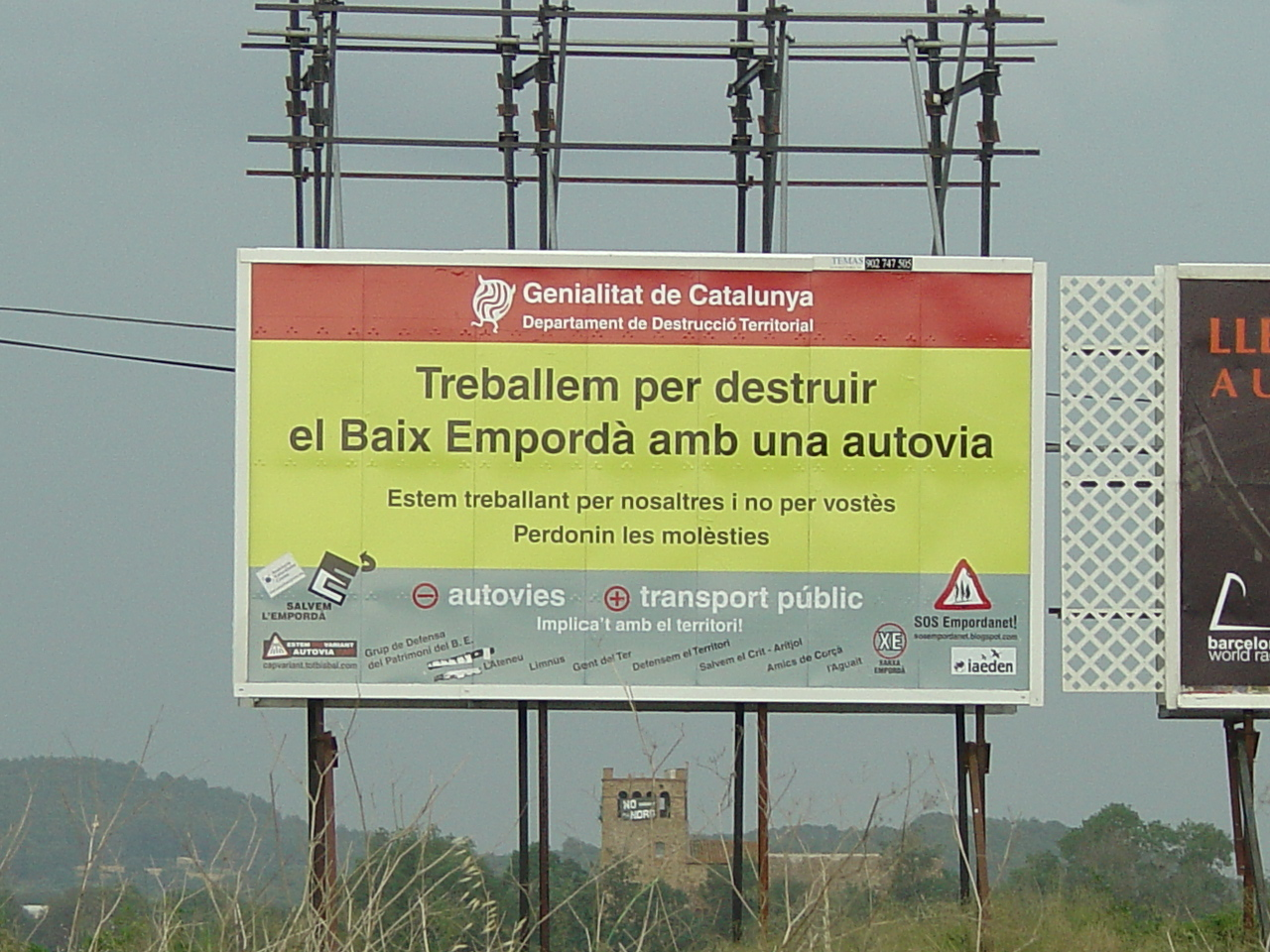
Valla contrapublicitaria del 2009 contra una infraestructura entre Figueras y La Bisbal del Ampurdán

## Definiciones
Es difícil delimitar el término «contrapublicidad» ya que agrupa un movimiento muy heterogéneo. La web subvertise.org daba una famosa definición de contrapublicidad:

La pintada en la pared, la pegatina en la farola, la frase modificada de una valla publicitaria, la camiseta-parodia... La clave está en la redefinición y reconquista de nuestro entorno arrancándolo de las manos de las grandes empresas.

Por otra parte, Naomi Klein, en su best-seller  No Logo, utiliza el concepto de «piratería publicitaria»:

Aquellos que parodian anuncios y asaltan vallas callejeras para desvelar la verdad profunda oculta tras los eufemismos publicitarios. Se mezclan el graffiti, el arte moderno, el bricolaje punky y el espíritu bromista

La revista contrapublicitaria Malababa afirma que:

Hoy, la contrapublicitad es una herramienta de resistencia y lucha contra los discursos y los abusos de las fuerzas de poder dominantes, contra los intereses de las grandes corporaciones, que se apropian y comercializan el espacio público, y contra las formas y dimensiones que adquiere la publicitas en una sociedad saturada de consumo y valores mercantilistas

## Evolución de la contrapublicidad
Es difícil clasificar la contrapublicidad. Lo más adecuado sería hablar de la evolución de este heterogéneo movimiento; de los saltos cualitativos que se han producido desde las primeras pintadas callejeras hasta llegar al punto de la «casi» profesionalización de la actualidad.

### Acción en las calles
Los orígenes se encuentran en el aprovechamiento de las circunstancias idóneas para dar una respuesta comunicativa a la publicidad y dotar de contenido social un espacio privatizado. Los ataques a las vallas se conciben como un medio de expresión social, que no siempre persigue fines contra publicitarios. Bajo los nuevos mensajes se esconden todo tipo de reivindicaciones de ámbito social o político, o incluso formas de arte urbano. Estas acciones son sencillas y llamativas, aunque también efímeras, ya que la policía o la propia empresa afectada se encargarán de eliminarlas rápidamente. 
Las primeras acciones en las calles fueron en consonancia con las grandes protestas de los movimientos sociales. Estos grupos de contestación popular nacen sobre todo en la costa oeste norteamericana, llegando más tarde a las ciudades europeas. Un ejemplo de esto es lo ocurrido en el contexto estadounidense durante la Gran Depresión. Los obreros se rebelaron contra la promesa para ellos engañosa del sueño americano que reflejaban los anuncios y surgió una fuerte militancia entre los consumidores.

### Arte pop y publicidad
El arte pop fue el primer movimiento artístico en experimentar con el lenguaje publicitario. Muchos lo conciben como uno de los orígenes culturales de la contrapublicidad, junto con el dadaísmo o la filosofía situacionista. Aunque arte pop y contrapublicidad tienen rasgos en común como podrían ser la descontextualización y la provocación, no comparten la misma visión de la publicidad. El arte pop está vacío de todo compromiso social, su relación con la publicidad fue de admiración por su potencial de transmisión a la sociedad. Varios integrantes de esta corriente, entre ellos su máximo exponente Andy Warhol, habían trabajado en publicidad.

### Años 70-80: la contrapublicidad como activismo urbano
Durante los años 70, la creciente desconfianza con respecto a la publicidad comercial y su invasión cada vez mayor en el ámbito público, hicieron que se crearan los primeros grandes grupos activistas que lucharon por atacar los anuncios de esa publicidad que consideraban nociva. El primer gran grupo se creó en San Francisco (EE. UU.), con el nombre de "Billboard Liberation Front" (Frente de Liberación de Vallas Publicitarias). Su acción estaba basada en atacar los anuncios colocados en las grandes vallas publicitarias para apropiarse de su mensaje mediante distintas modificaciones o la reescritura sobre el soporte original. Otro de los grandes grupos creados en este tiempo se creó en Australia, con el nombre de Buga Up. En este caso, la organización se dedicó a atacar a la industria del tabaco de forma contundente, sacando a relucir los peligros de fumar. Buga Up fueron pioneros en su lucha contra los productos peligrosos, y consiguieron crear gran conciencia en la sociedad e incluso que se cambiaran algunas leyes relacionadas con el tabaco en Australia. 

### Años 80-90: impacto de las nuevas tecnologías yculture jamming
En los años 90, la popularización de Internet le da el impulso definitivo a la contrapublicidad. La red se convierte en el soporte ideal, frente a la efímera y arriesgada pintada en la valla. Los colectivos contrapublicitarios de todo el mundo pueden compartir fácilmente parodias e ideas y dar difusión a sus trabajos. La creciente accesibilidad de las herramientas de diseño gráfico hace que nazca una contrapublicidad estéticamente más elaborada, capaz de competir con los diseños de la publicidad tradicional. En este sentido, Adbusters, grupo contrapublicitario de referencia, fue pionera en conjugar el uso de la estética publicitaria y las herramientas que proporciona Internet. 
En 1984 la banda de audiocollage Negativland de San Francisco, crea el término «culture jamming» que, según ellos, consistía en «añadir granos en la cara a la retocada foto de portada de EE.UU». El término comienza a popularizarse en los años 90 para referirse a toda forma de interferencia cultural, sobre todo en el ámbito norteamericano.

El culture jamming engloba la intrusión mediática (media hacking), la guerrilla de la comunicación e incluso el terrorismo artístico (terror-art) y se dedica a interrumpir la señal que las grandes empresas transmiten a través de los medios que controlan, de modo que llegue al receptor alterada y le sugiera a este nuevos e inesperados sentidos totalmente opuestos a la intención inicial con que esos mensajes fueron concebidos
Mark Dery, Culture Jamming, Hacking, Slashing and Sniping in the Empire of Signs

### Consolidación de la contrapublicidad
Hacia el año 2000 ya existen numerosos colectivos contrapublicitarios, en un contexto de auge de los movimientos antiglobalización, de las grandes manifestaciones contra el neoliberalismo. Estos colectivos realizan acciones muy bien planeadas que consiguen alcanzar cierta notoriedad en los medios de comunicación. Naomi Klein señala como causa importante de esta ola de oposición el enorme desarrollo del papel que desempeñan en nuestra cultura las empresas: nunca hemos estado tan «marcados».
Los publicistas observan ahora con atención las maniobras del subvertising. La contrapublicidad cada vez es más profesional y goza de la ventaja de poder innovar sin temer a los posibles riesgos. Las nuevas ideas resultan atractivas para un mundo que necesita estar en constante renovación. Así, muchas campañas de las grandes marcas ya han introducido en sus mensajes las críticas que les lanzan desde la contrapublicidad, es decir, que emplean el rechazo al marketing para vender productos.

### España
- Consume hasta morir
- Revista Malababa
- Makea tu vida
- Grupo Arbeit
- Diseño Social
- Regràfica

### Venezuela
- La propaganda y la contrapropaganda - Aporrea.org

### Otros países
- Wikimedia Commons alberga una categoría multimedia sobre Contrapublicidad.
- La Brigada Antipub
- Resistance a l’agression publicitaire
- Billboard Liberation Front
- Reverend Billy

- Datos: Q643190
- Multimedia: Adbusting / Q643190